# Camada negra
Camada negra è un film del 1977 diretto da Manuel Gutierrez Aragon.
Nel giugno 1977 venne presentato al 27º Festival internazionale del cinema di Berlino, dove Aragón vinse l'Orso d'argento per il miglior regista. Nonostante il premio ricevuto, la proiezione del film in Spagna fu ufficialmente vietata dalla censura cinematografica fino all'ottobre 1977 e alla sua prima furono registrati diversi attacchi da parte di gruppi di estrema destra.

## Trama
Blanca, una donna fanatica e violenta, comanda un gruppo clandestino di attivisti falangisti creato in memoria del defunto marito falangista. Tatín, il figlio quindicenne della donna, vorrebbe entrare a far parte del gruppo come i suoi due fratelli maggiori ma la donna, ritenendolo troppo giovane, glielo impedisce. Il ragazzo decide ugualmente di agire per proprio conto per dimostrare ciò che è in grado di fare.

## Riconoscimenti
- 1977 - Festival internazionale del cinema di Berlino[2]
  - Orso d'argento per il miglior regista
  - Candidatura Orso d'oro

- 1978 - Fotogrammi d'argento
  - Miglior interprete cinematografico spagnolo ad Ángela Molina